# Międzyrzecze (województwo dolnośląskie)
Międzyrzecze (niem. Haidau) – wieś w Polsce położona w województwie dolnośląskim, w powiecie świdnickim, w gminie Strzegom.

## Położenie
Wieś leży nad Strzegomką.

## Podział administracyjny
W latach 1975–1998 miejscowość administracyjnie należała do województwa wałbrzyskiego.